# 455.
◄ | 4. stoljeće | 5. stoljeće | 6. stoljeće | ►
◄ | 420-ih | 430-ih | 440-ih | 450-ih | 460-ih | 470-ih | 480-ih | ►
◄◄ | ◄ | 452. | 453. | 454. | 455. | 456. | 457. | 458. | ► | ►►
Astronomija • Književnost • Kršćanstvo • Pravo • Promet

## Događaji
- Vandali pljačkaju Rim

## Smrti
- 16. ožujka – Valentinijan III., rimski car (* 419.)

## Vanjske poveznice
|  | Zajednički poslužitelj ima još gradiva o temi 455. |